# Kup europskih prvaka 1958./59. (košarka)
Ovo je drugo izdanje Kupa europskih prvaka u košarci. ASK Riga obranila je naslov. Sudjelovala je 21 momčad: igran je kvalifikacijski turnir (izbacivanje), pa osmina završnice, četvrtzavršnica i završnica. Jugoslavija je imala jednog predstavnika: OKK Beograd. Tijekom izbacivanja igrane su dvije utakmice i nije bio važan broj pobjeda (moglo je biti 1:1), nego razlika u pogocima.

## Turnir

### Poluzavršnica
- Lech Poznań -  ASK Riga 84:76, 69:90
- OKK Beograd -  Akademik Sofija 79:69, 74:94

### Završnica
- ASK Riga -  Akademik Sofija 79:58, 69:67

- europski prvak:  ASK Riga (drugi naslov)
  - sastav ([1]): Maigonis Valdmanis, Valdis Muižnieks, Juris Kalniņš, Gundars Muižnieks, Oļģerts Hehts, Ivars Vērītis, Alvils Gulbis, Gunārs Siliņš, Jānis Krūmiņš, Leons Jankovskis, Jānis Dāvids, Teobalds Kalherts, Andrejs Bergs, Aivars Leončiks, Jānis Tauriņš, Gunārs Jansons, trener Aleksandr Gomel'skij